# Aḩmadābād (ort i Iran, Kerman)
Aḩmadābād (persiska: Aḩmadābād-e Fallāḩ, احمد آباد) är en ort i Iran.   Den ligger i provinsen Kerman, i den centrala delen av landet, 600 km sydost om huvudstaden Teheran. Aḩmadābād ligger 1 306 meter över havet och antalet invånare är 169.
Terrängen runt Aḩmadābād är platt åt sydväst, men åt nordost är den kuperad. Runt Aḩmadābād är det ganska glesbefolkat, med 42 invånare per kvadratkilometer. Närmaste större samhälle är Daqūqābād, 10,5 km sydost om Aḩmadābād. Trakten runt Aḩmadābād är ofruktbar med lite eller ingen växtlighet.